# Oranienstraße
Die beinahe zwei Kilometer lange Oranienstraße gehört zu den bekanntesten Straßen des Berliner Ortsteils Kreuzberg im Bezirk Friedrichshain-Kreuzberg. Benannt ist sie nach dem niederländischen Fürstenhaus Oranien. Die Straße ist nicht zu verwechseln mit der im Ortsteil Mitte gelegenen Oranienburger Straße.

## Beschreibung und Verkehr
Am östlichen Ende geht die Oranienstraße in die Wiener Straße über, am westlichen Ende in die Rudi-Dutschke-Straße (bis zum 30. Juli 2008 Kochstraße). Die Oranienstraße ist die wichtigste Geschäftsstraße in „SO 36“. Eine der bedeutenden Durchgangsstraßen für den Verkehr ist die benachbarte Skalitzer Straße, die entlang der Hochbahntrasse der U-Bahn-Linien U1/U3 verläuft. In der Oranienstraße befinden sich – überwiegend im östlichen Teil der Straße – zahlreiche Restaurants, Bars, Kneipen und Clubs (darunter der bekannte Club SO36); zusammen mit den umgebenden Straßen bildet sie ein beliebtes Ziel des Berliner Nachtlebens.
Unter anderem ist die Oranienstraße auch bekannt für das Bürstengeschäft der Berliner Blindenanstalt: Das Gebäude wurde nach einem Entwurf von Adolf Gerstenberg 1863/1864 in der Oranienstraße 26 als 20. Gemeindeschule erbaut und seit 1902 von der 1878 gegründeten Städtischen Blindenanstalt genutzt. In der Oranienstraße 25 hat die Neue Gesellschaft für Bildende Kunst ihren Sitz. Öffentliche Bekanntheit über die Grenzen der Stadt hinaus erhielt die Straße durch die Straßenschlachten zwischen Autonomen und der Polizei, insbesondere am 1. Mai. Diese Ausschreitungen fanden im Abschnitt zwischen Rio-Reiser-Platz, Adalbertstraße und Oranienplatz statt.
Die Oranienstraße beginnt am U-Bahnhof Görlitzer Bahnhof, durchquert den Rio-Reiser-Platz und schließlich den Oranienplatz, der gleichzeitig die Grenze zwischen Kreuzberg 36 und Kreuzberg 61 markiert, benannt nach den ehemaligen Postzustellbereichen. Am Moritzplatz befinden sich das Aufbau Haus und die Prinzessinnengärten, ein mobiler Garten, der auf einer ehemaligen Brache entstanden ist und für urbane Landwirtschaft genutzt wird. Dahinter folgen Wohnbauten, der Waldeckpark und nach der Kreuzung mit der Alten Jakobstraße an der Nordseite die Bundesdruckerei sowie gegenüber an der Südseite die Berliner Berliner Senatssozialverwaltung. An der Kreuzung mit der Lindenstraße, deren nördliches Ende am 10. April 1996 in Axel-Springer-Straße umbenannt wurde, endet die Oranienstraße und geht in die Rudi-Dutschke-Straße über. Dort liegt das Axel-Springer-Hochhaus, das Berliner Verlagshaus der Axel Springer AG.
Durch die Oranienstraße führt eine städtische Omnibus-Linie, darüber hinaus herrscht dichter Liefer- und Durchgangsverkehr. Insbesondere für Fahrradfahrer, die keinen Radfahrstreifen haben, hat sich die Straße zu einem Unfallschwerpunkt entwickelt. Im Jahr 2017 registrierte die Polizei hier 76 mittelschwere bis schwere Unfälle. Nun soll aber ein schlüssiges Verkehrskonzept für den gesamten Bereich Luisenstadt erstellt werden. Dazu lud das Bezirksamt im Oktober 2017 zu ersten Diskussionen ein, an denen interessierte Anwohner, Verbände und Vereine sowie Verkehrsplaner teilnahmen. Ein involvierter Verein setzt sich insbesondere für die Einrichtung eines Einbahnstraßensystems ein.

## Bebauung
Architektonisch wird die Straße in zwei Bereiche unterschieden: Der Abschnitt zwischen Görlitzer Bahnhof (Skalitzer Straße) und Moritzplatz ist fast durchgängig Altbausubstanz aus der Gründerzeit. Dies betrifft den gesamten Bereich der umliegenden Straßen. Westlich des Moritzplatzes stehen hauptsächlich Neubauten aus der Nachkriegszeit, da dieser Bereich im Zweiten Weltkrieg stark zerstört wurde.

Der Gewerbebau in der Oranienstraße 6 gehört zu einem denkmalgeschützten Bauensemble: 1875 errichtete der Zimmermeister Robert Otto ein Mietshaus, 1898 folgte durch Georg Lewy, der auch schon verantwortlich für die Butzke-Werke war, der Bau der Gewerbegebäude. Er verkaufte das Grundstück weiter an Alfred Hendel, der es später wiederum weiterverkaufte. Heute fällt die Fassade des Vorderhauses im Stil der Neuen Sachlichkeit, eine Modernisierung aus dem Jahr 1929, besonders ins Auge. Die Gewerbesiedlungs-Gesellschaft, die auch noch weitere Gewerbehöfe in der Oranienstraße 10/11, 24 und 188 betreibt, erwarb 1979 das Grundstück und sanierte die Gebäude in verschiedenen Abschnitten.

## Geschichte

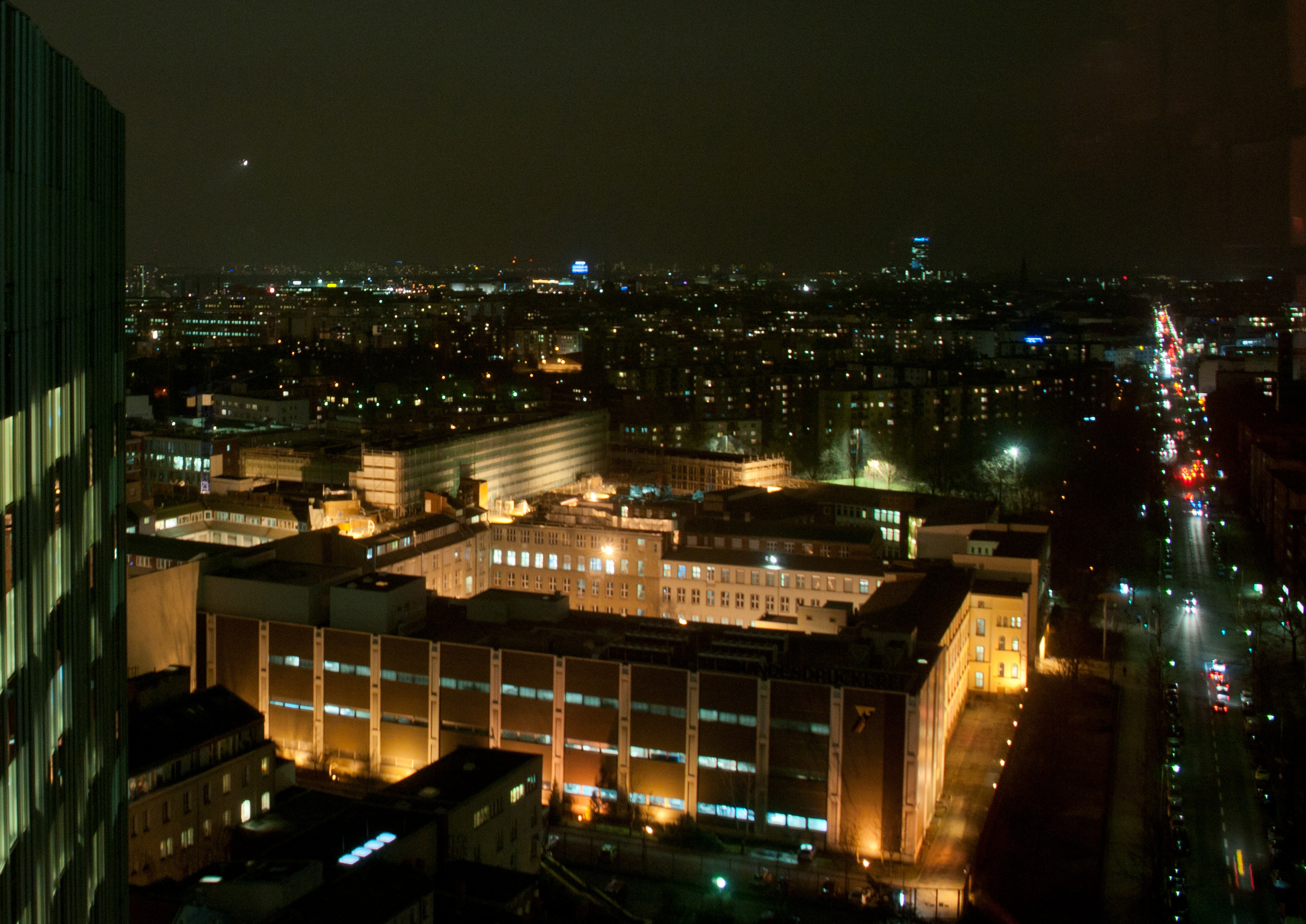
Bundesdruckerei (Bildmitte) und Oranienstraße (rechts) bei Nacht

Der Straße entstand vor 1720 als schmale und kurze Nebenstraße der Jacobstraße, bald darauf verlängert zur Todtengasse. Das entspricht dem Bereich zwischen den heutigen Straßenkreuzungen mit der Alte Jakobstraße und der Alexandrinenstraße. Der ursprüngliche Name war Orangenstraße, nach der französischen, früher auch im Deutschen üblichen Schreibweise für das niederländische Königshaus Oranien. Das Fürstentum Orange mit seiner Hauptstadt Orange kam 1713 zu Frankreich, von dort flohen viele Hugenotten nach Berlin.
Der Verkehrsweg in seiner heutigen Länge entstand zeitgleich mit der Erweiterung des historischen Berliner Stadtkerns, da ab Mitte des 19. Jahrhunderts aufgrund der schnellen Industrialisierung Berlins ein starker Zustrom von Arbeitskräften erfolgte, für deren Familien Unterkünfte gebaut wurden. Er erhielt seinen Namen als Oranienstraße am 24. März 1849.
Am Ende des Zweiten Weltkriegs, als Berlin von den Alliierten bombardiert wurde, erlitten große Teile dieses Bereiches Zerstörungen.

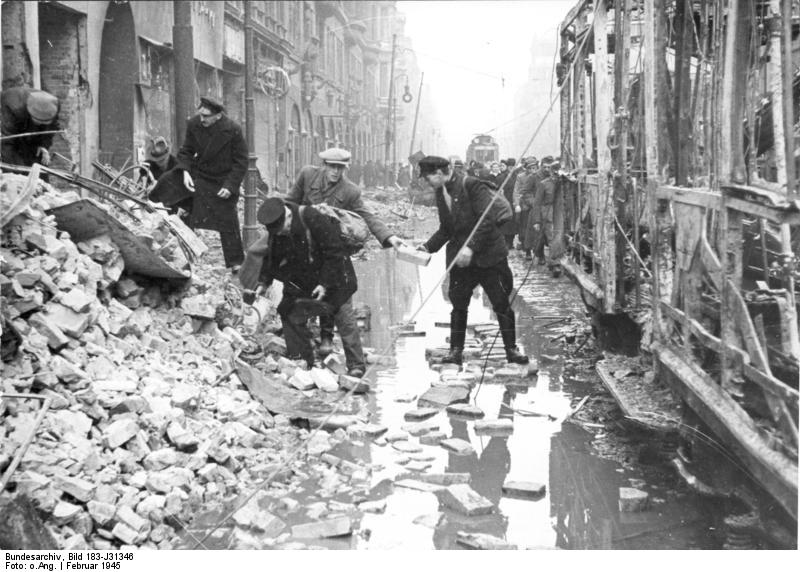
Zerstörungen in der Oranienstraße nach einem alliierten Luftangriff am 3. Februar 1945

Nach Kriegsende mussten wiederum schnell Wohnungen geschaffen werden, weil nun zahlreiche Flüchtlinge in die Stadt kamen, zugleich aber auch viele Berliner ausgebombt waren. Die in Berlin aktiven Architekten entwarfen einen Plan, nach welchem kostengünstig Wohngebäude errichtet wurden. Einige der nicht komplett zerstörten Häuser konnten auch restauriert werden und stehen seit den 1990er Jahren unter Denkmalschutz wie der Gewerbebau (Haus Nummer 6).

## Persönlichkeiten

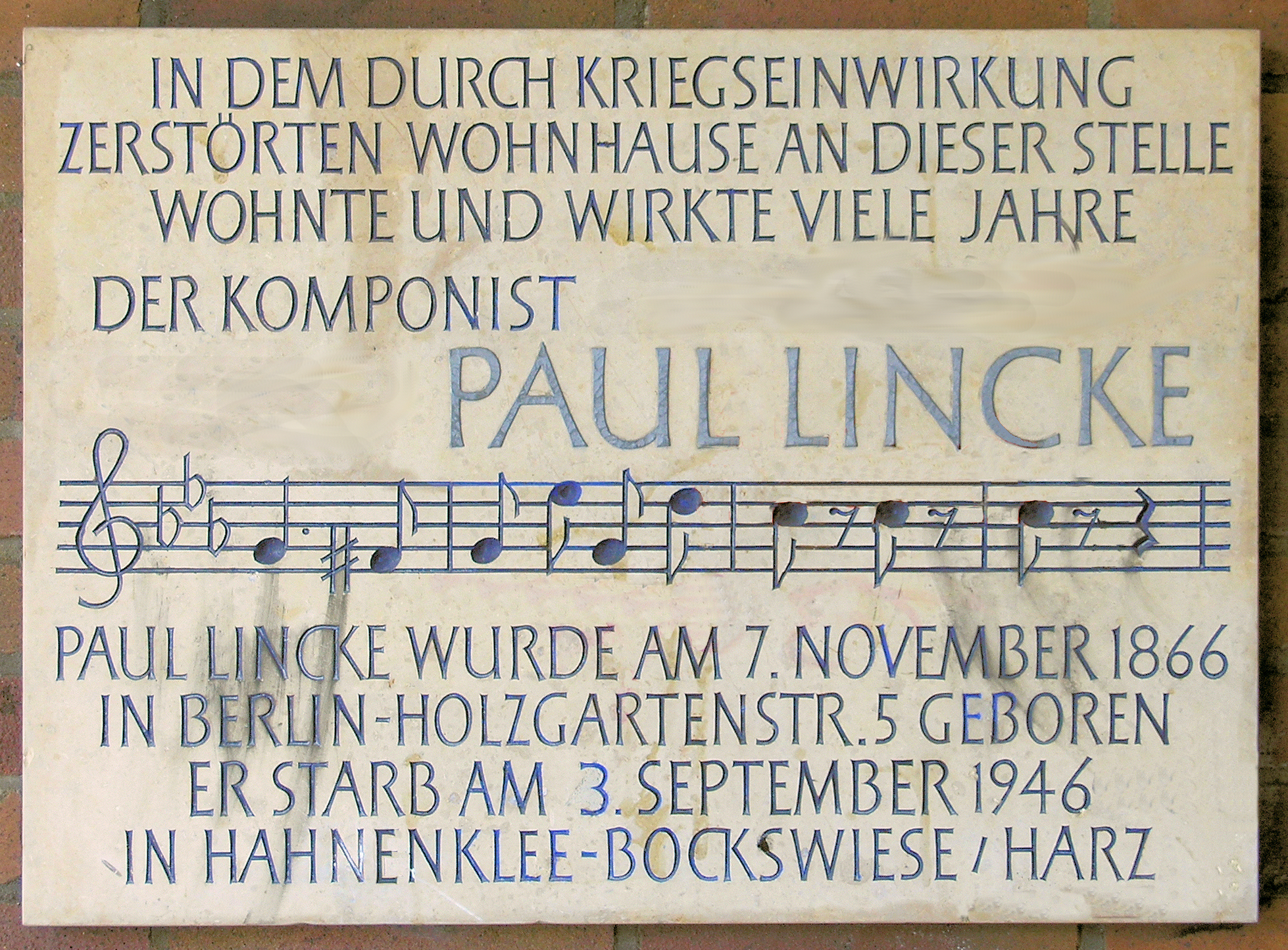
Paul-Lincke-Gedenktafel am Haus Oranienstraße 64

Am Beginn der Oranienstraße, im Haus Nr. 6, arbeitete zwischen 1944 und 1945 Konrad Zuse, der Erfinder des Computers. Hier entwickelte er die Rechenmaschine Z4, die als erster Computer in Massenproduktion hergestellt werden sollte. Die letzten Tage des Zweiten Weltkriegs verhinderten allerdings die Fertigstellung dieses ehrgeizigen Projektes in Kreuzberg. Dennoch kann der Hinterhof der Oranienstraße 6 als eine der Wiegen der Computertechnologie angesehen werden. Im selben Komplex des Industriehofs Oranienstraße 6 war die Orionette AG ansässig, die eines der wichtigsten Berliner Unternehmen für Auto- und Motorradbau der 1920er Jahre war. Chefingenieur war Engelbert Zaschka, der auch als Hubschrauberpionier gilt.
In der Oranienstraße gründete Georg Wertheim das Warenhaus Wertheim (Nr. 53/54). In der Nr. 34 gründete Julius Klausner das Schuhgeschäft Leiser, in Nr. 64 Paul Lincke den Apollo-Musikverlag. Außerdem wohnten Carl Busse, Erwin Piscator und Waldeck Manasse in dieser Straße. In der Nr. 162 betrieben Lotte Hahm und Käthe Reinhardt ab 1947 das Max und Moritz, eines der ersten West-Berliner Lesbenlokale der Nachkriegszeit, das bis in die 1960er Jahre bestand.
Seit 1998 findet in der Straße regelmäßig die Lange Buchnacht statt.

## Besonderheiten
Die hyperlokale Journalismus-Webseite zoom-berlin.com über die Oranienstraße ist die erste ihrer Art, die sich exklusiv mit einer Straße befasst. Sie wurde mit dem European Newspaper Award in der Kategorie ‚Online‘ ausgezeichnet.
An der Brandwand des Wohnhauses Oranienstraße 195 befindet sich das Wandbild Astronaut Cosmonaut des französischen Streetart-Künstlers Victor Ash.